# Stefan Hüfner (Musiker)
Stefan Hüfner (* 26. Dezember 1963 in Hilden im Rheinland) ist ein deutscher Komponist und Arrangeur, Musiker, Hochschullehrer und Theaterleiter.

## Leben und Werdegang
Aufgewachsen in Mülheim an der Ruhr studierte Hüfner zunächst Geschichte und Musikpädagogik an der Gerhard-Mercator-Universität in Duisburg, dann Jazzkomposition an der Folkwang Universität der Künste in Essen. Es folgte im Anschluss ein Stipendium an der Banff School of Fine Arts im kanadischen Banff mit Unterricht bei Chucho Valdés, Kenny Wheeler und John Clayton.
Als freiberuflicher Komponist arbeitete er insbesondere für Sender des öffentlich-rechtlichen Rundfunks und Fernsehens, für Pop- und Jazzkünstler sowie für Stadttheater. Hüfner leitet seit 2008 das in Wuppertal ansässige TiC-Theater. Mit seiner 2011 gegründeten Band stefan huefner's ¡ZAPPATA! machte er mit eigenständigen Arrangements und Rekompositionen der Werke Frank Zappas dessen langjährigen Weggefährten Napoleon Murphy Brock auf sich aufmerksam, der seitdem als Gast bei ¡ZAPPATA! mitwirkt. Als Komponist, Arrangeur, Produzent, Musiker (Tasteninstrumente) und musikalischer Leiter arbeitete Hüfner mit Jazzmusikern wie Silvia Droste oder Werner Neumann, Musicalkünstlern wie Patrick Stanke oder Sabrina Weckerlin, Chansoninterpretinnen wie Ingeborg Wolff oder Bands wie Herbert Knebels Affentheater oder Phillip Boa and the Voodooclub u. v. a. zusammen. Zudem leitet er die Bigband Bandfire mit Musikern aus Nordrhein-Westfalen. 2021 veröffentlichte das TiC-Theater anlässlich des Wuppertaler Engels-Jahres den vielbeachteten Film „ENGELS 2.0“, zu dem Stefan Hüfner Buch und Musik schrieb.
Stefan Hüfner lehrt seit 2015 als Honorarprofessor an der Folkwang Universität der Künste Essen im Studiengang „Integrative Komposition“ und lebt inzwischen in Wuppertal.

## Veröffentlichungen (Auswahl)
- Video ARD Tour de France ´97 Highlights
- CD stefan huefner’s ¡Zappata!
- CD Julia Meier – Piaf
- CD Patrick Stanke – Ich bin Musik
- CD Silvia Droste – Piano Portraits
- CD Silvia Droste – From Dusk To Dawn
- CD Philip Boa & the Vodooclub – Hispanola
- CD Herber Knebels Affentheater – Unter Strom
- CD Wolff & Hüfner – Kartoffeln einmal anders
- CD His Girl Friday – The Love Aquarium
- CD TiC-Theater – Die Comedian Harmonists
- CD Folkwang Reflexion – Jazz (Hrsg. H.-J. Rüdiger)
- EP Till. – Addicted
- Film Der kleine Medicus – (Titelsong)
- Film TiC-Theater – ENGELS 2.0